# Президентски избори в САЩ (2012)
Президентските избори в САЩ през 2012 г. се състоят на 6 ноември 2012 г. Заемащият поста Барак Обама от Демократическата партия печели втори (и последен) мандат. Негов съперник е бившият губернатор на Масачузетс Мит Ромни от Републиканската партия.

## Избори
В някои щати гласуването започва в средата на октомври и продължава до самия ден на изборите през ноември. Изборите протичат по следния начин (в хронологичен ред):
- 6 ноември 2012 – Изборен ден
- 17 декември 2012 – Избирателната колегия официално избира президента и вицепрезидента на САЩ
- 3 януари 2013 – Клетва пред Конгреса на САЩ
- 6 януари 2013 – Избирателните гласове се отчитат формално пред Конгреса
- 20 януари 2013 – Официална церемония и клетва за встъпване в мандат на президента

## Резултати
| Кандидат (Партия) | Кандидат (Партия)    | Избирателни гласове | Спечелени щати | Народен вот | Проценти |
| ----------------- | -------------------- | ------------------- | -------------- | ----------- | -------- |
|                   | Обама (Демократ)     | 332                 | 26+ОК          | 65 899 660  | 51,0%    |
|                   | Ромни (Републиканец) | 206                 | 24             | 60 932 152  | 47,2%    |
|                   | Wong (Либерал)       | 0                   | 0              | 1 275 827   | 1,0%     |
|                   | Стейн (Зелен)        | 0                   | 0              | 468 907     | 0,4%     |
|                   | Други                | 0                   | 0              | 556 094     | 0,4%     |
| Общо              | Общо                 | 538                 | 50+ОК          | 129 132 640 | 100,0%   |